# Pierre Quinon
Pierre Quinon (ur. 20 lutego 1962 w Lyonie, zm. 17 sierpnia 2011 w Hyères) – francuski lekkoatleta, tyczkarz, mistrz olimpijski z Los Angeles z 1984. 
W 1981 roku został wicemistrzem Europy juniorów. Na mistrzostwach Europy w 1982 w Atenach zajął 11. miejsce. Na mistrzostwach świata w 1983 w Helsinkach nie zaliczył żadnej wysokości. 28 sierpnia 1983 ustanowił rekord świata rezultatem 5,82 m, który przetrwał tylko 4 dni, poprawiony przez innego Francuza Thierry’ego Vignerona. Quinon zdobył srebrny medal na halowych mistrzostwach Europy w 1984 w Göteborgu.
Na igrzyskach olimpijskich w 1984 w Los Angeles za głównego faworyta uważano Vignerona, lecz to Quinon zdobył złoty medal wynikiem 5,75 m (Vigneron zajął 3.-4. miejsce).
Quinon swój rekord życiowy (5,90 m) ustanowił w 1985. Był mistrzem Francji w skoku o tyczce w latach 1982–1984.
Popełnił samobójstwo.